# Krześniaków
Krześniaków – wieś sołeckaw Polsce położona w województwie mazowieckim, w powiecie grójeckim, w gminie Warka.
Miejscowość wydzielona w 1903 r. z Dóbr Budziszynek (folwark). Pierwszy oficjalny zapis tej nazwy jest z roku 1921 - kolonia. Jako wieś notowana po II wojnie światowej. 
W latach 1975–1998 miejscowość administracyjnie należała do województwa radomskiego.